# Padma Shri
Padma Shri (também Padmashree) é a quarta maior distinção civil da Índia, depois do Bharat Ratna, do Padma Vibhushan e do Padma Bhushan. É concedido pelo Governo da Índia.

## História
É concedido a cidadãos indianos em reconhecimento de suas contribuições de destaque em várias esferas de atividade, incluindo artes, educação, indústria, literatura, ciência, esporte, medicina, serviço social e radiodifusão. Contudo, o prêmio já foi concedido a algumas personalidades que não eram cidadãos indianos, mas que contribuíram de várias formas com a Índia.